# Den næste dag
Den næste dag er en dansk oplysningsfilm fra 2003, der er instrueret af Kim Kristensen og Jakob Schmidt Andreasen.

## Handling
Filmen bringer seeren ned på samfundets bund i Kenya til mødet med to unge mænd, som på afrikansk-engelsk fortæller om deres hårde liv.